# Guerra Sino-Francesa
A Guerra Sino-Francesa foi uma guerra entre a Dinastia Qing, aliada com o Vietnã contra a Terceira República Francesa, que aconteceu entre agosto de 1884 e abril de 1885.
A França ambicionava ter o controle do Rio Vermelho, que ligava Hanói a Yunnan, uma província chinesa rica em recursos. Como resultado da guerra, a França anexou as regiões de Tonkin e Annam à Indochina Francesa, abrindo ainda mais o caminho para a colonização total do Vietnã pela França.